# Prosveta (glasilo)
Prosveta je bilo glasilo Slovenske narodne podporne jednote v ZDA.
Glasilo je nastalo iz leta 1908 v Čikagu ustanovljenega Glasila Slovenske narodne podporne jednote, ki je sprva izhajalo kot mesečnik, od 1909 kot tednik, od 1916, ko se je preimenoval v Prosveto, pa kot dnevnik.
Uredniki: Jože Zavertnik, Fran Kerže, Ivan Molek, Andrew Kobal, Louis Beniger, Milan Medvešek in Anton Garden. Glasilo je bilo blizu socialističnemu gibanju. Izhajalo je v nakladi 12.000 izvodov, občasno pa v 40.000 izvodih. Prosveta je bila največji časopis v slovenščini, ki je izhajal v ZDA.